# はまなす (フェリー)
はまなすは、新日本海フェリーが運航するフェリー。

## 概要
三菱重工業長崎造船所で建造され、2004年7月2日に就航した。
船名は北海道の自然を代表するハマナスに由来する。新日本海フェリーの船舶としては、フェリーはまなす、ニューはまなすに次いで3代目である。
先に高速化された敦賀航路への輸送量の集中を是正すべく舞鶴航路の高速化に向けて速力30.5ノットの性能を持ったフェリーを検討し、敦賀航路のすずらん型に準じた形での高速化を行うと膨大なエンジン出力を必要とする事から、新たな形としてハイブリッド型CRPポッド推進システムを導入した。
世界初のハイブリッド型CRPポッド推進システムの採用により、シップ・オブ・ザ・イヤー'04を受賞している。

### 航路
新日本海フェリー
- 舞鶴東港（舞鶴フェリーターミナル） - 小樽港（小樽フェリーターミナル）

本船とあかしあで毎日1往復を運航する。月曜日は臨時運休となる場合があるほか、特定日は下記の航路で運航される場合がある。また、ドック期間中は隔日運航となる。
- 敦賀港（敦賀フェリーターミナル） - 苫小牧東港（苫小牧東港周文フェリーターミナル）
- 舞鶴東港 - 苫小牧東港
- 敦賀港 - 小樽港

敦賀 - 苫小牧航路の直行便に配船される場合があり、その際は前後の航海で発着地を変更して変則的な運航となる。

## 設計

### 推進システム

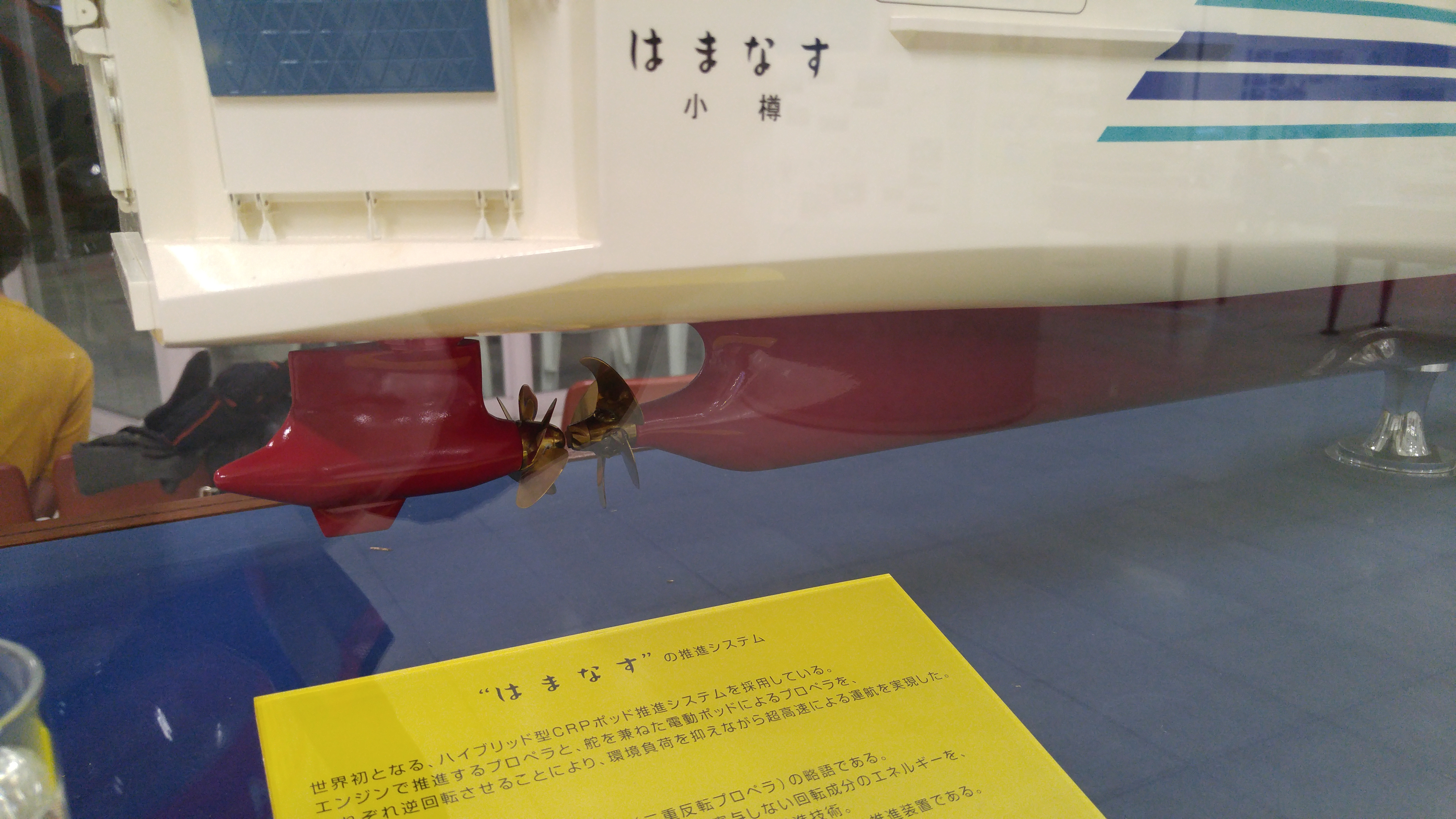
ハイブリッド型CRPポッド推進システム
小樽フェリーターミナル、一階待合室に展示されているはまなすの模型

三菱重工業が開発したハイブリッド型CRPポッド推進システムを世界で初めて採用した大型高速フェリーである。通常船型の大型フェリーとしては日本最速の航海速力30.5ノットを誇り、試運転では最高速力32.04ノットを記録した。本船の就航により航路の所要時間が片道29時間から20時間に大幅短縮され、2隻での毎日運航が可能となった。また、全長224.5メートルも国内のフェリーとしては最長で、200メートルを越えるため、海上交通安全法で巨大船に分類される。
ハイブリッド型CRPポッド推進システムは、ディーゼル主機によって駆動される1軸の可変ピッチプロペラと直後に設けられた電動ポッド推進器を、2重反転プロペラとして逆方向に回転させる推進システムである。旅客フェリーでは、喫水の制限によるプロペラ直径の限界、機関故障に対する冗長性などから、一般的に2軸推進が採用されるが、プロペラ軸を支持するシャフト・ブラケットなどの付加物により、1軸推進と比較して抵抗が大きい欠点があった。ハイブリッド型CRPポッド推進システムでは、1軸推進とアジマススラスターの組み合わせにより、冗長性を確保しながら抵抗性能を大幅に改善、2重反転プロペラによるプロペラ回転流回収効果などと合わせて、従来の2軸推進と比較して燃料消費量を13パーセント削減した。また、ポッド推進器の採用により、港内の操船において優れた操縦性能を有することとなった。電気推進は変換損失により機械駆動と比較してエネルギー効率が劣るが、推進方式の分担によって、そのデメリットを軽減している。船型およびプロペラの設計には数値流体力学によるシミュレーション解析が用いられ、試験水槽での模型検証が繰り返し行われた。
主機関としてバルチラ製中速ディーゼル機関を4基搭載しており、2基が減速機を介して主プロペラを駆動、2基が主発電機関としてABB製電動ポッド推進器に電力を供給する。2系統の駆動系統は完全に独立した構成となっている。主プロペラとポッド推進器の出力バランスは自動制御システムによってコントロールされており、常用航海中に使用する主機テレグラフから同時に加減速するCRPモード、港内操船時に操作リモコンからそれぞれ独立して操作するマニュバリングモードを備える。

### 船体構造
船体は、7層の全通甲板を有する船首船橋中央機関室型の全通船楼構造で、下層から順に1 - 7甲板と呼称されており、1甲板は中央およびその下部が機関室、後方が二輪車・乗用車搭載区画、2甲板は大型車搭載区画、3甲板は大型車・乗用車搭載区画と後方に二輪車・乗用車搭載区画および側壁に沿って二輪車搭載区画、4甲板は後方が乗組員区画、前方が旅客区画、5甲板および6甲板は旅客区画、7甲板は操舵室および乗組員区画となっている。ランプウェイが2甲板と3甲板にそれぞれ設置され、1甲板は2甲板から船内斜路を下る。二輪車が増加する夏季は、1甲板と3甲板後方の区画を二輪車専用にする場合がある。
高速フェリーのため、乗客は5甲板後方にあるデッキのみに出ることができ、他船のように側面のデッキに出ることはできない。
同型船としてあかしあ、準同型船としてすいせん（2代）、すずらん（2代）が建造された。

## 船内

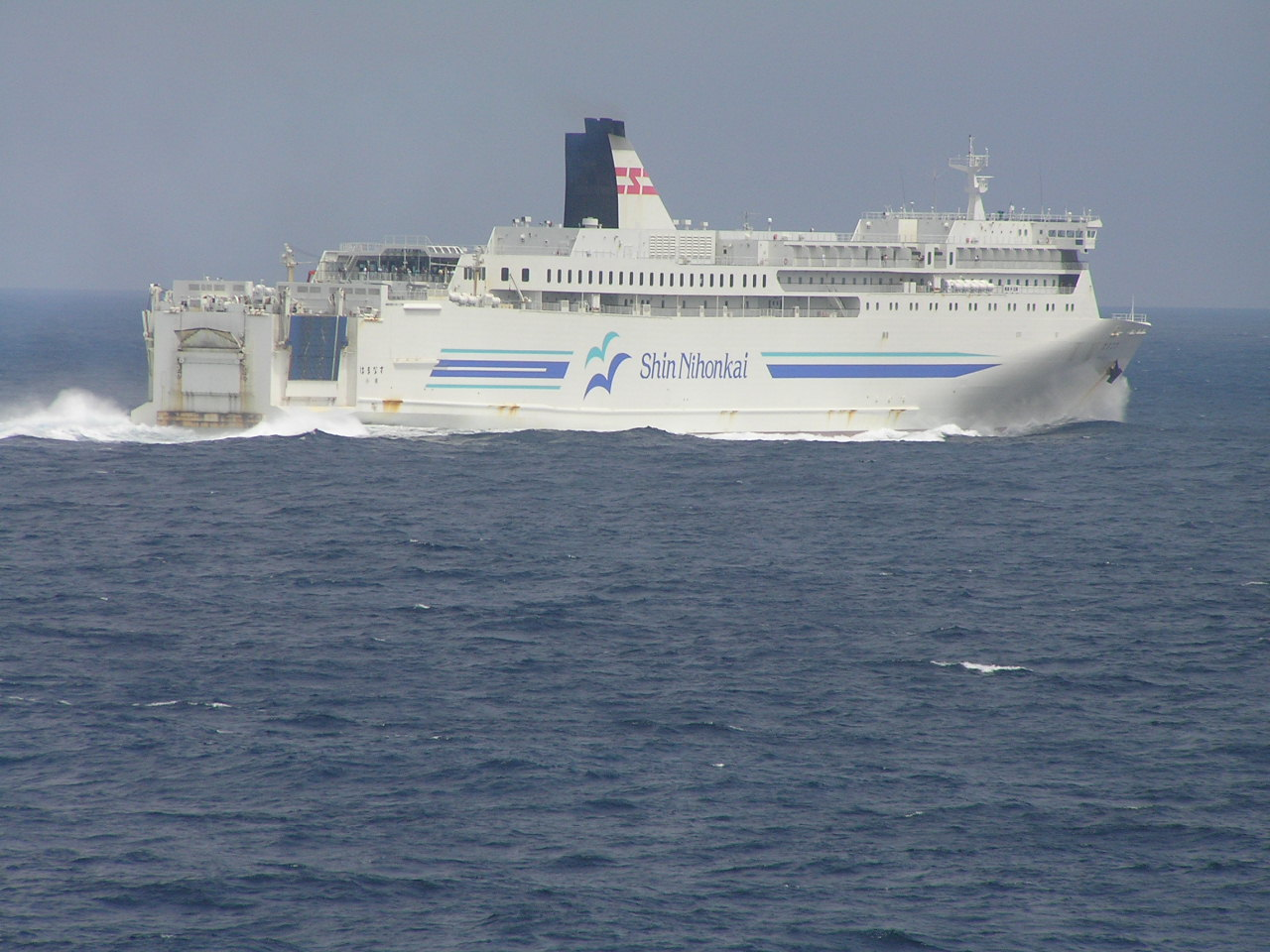
日本海を北上中の「はまなす」

内装は自然界をモチーフに「天・天空」をテーマに宇宙空間に広がる星をイメージしたものとした。

### 船室
すずらん・すいせんの就航に先立ち、2012年4月1日に等級呼称が変更された。また、ツーリストAの改装が行われ、旧・2等室は22室のうち右舷中央寄り2室を除いて寝台化され、旧・2等寝台も含めてセパレート型2段ベッドが導入された。この改造により旅客定員が820名から746名に減少した。

2017年5月4日 小樽港停泊中のはまなす

| クラス                                                   | フロア | 部屋数                                                  | 定員  | 設備 |
| -------------------------------------------------------- | ------ | ------------------------------------------------------- | ----- | --- |
| スイートルーム 「Virgo」「Scorpio」 「Pegasus」「Orion」 | 6階    | 2名×4室                                                 | 8名   | リビング付きツインベッド バス（窓付き）、トイレ、洗面台、大型液晶テレビ、 DVDデッキ、冷蔵庫、ロッカー、専用テラス 食事（朝食・昼食・夕食各1回） DVDソフト無料レンタルおよび天然水500ml2本付 |
| デラックスルームA （特等A）                              | 6階    | 洋室 2名×34室 和室 3名×6室                              | 86名  | 洋室はツインベッド ユニットバス（バス・トイレ・洗面台）、液晶テレビ、 冷蔵庫、ロッカー、専用テラス                                                                                          |
| ステートルームB （一等）                                 | 5階    | 洋室 2名×66室 洋室 4名×14室 和室 3名×20室               | 248名 | 洋室の2名室はツインベッド、4名室は2段ベッド 洗面台、液晶テレビ、 ロッカー、窓（インサイド側は海は見えない）                                                                                 |
| ツーリストS （S寝台）                                    | 4階    | 14名×1室                                                | 14名  | 半個室型シングルベッド 荷物棚、液晶テレビ、半個室式1段ベッド |
| ツーリストA （二等）                                     | 4階    | 寝台 32名×4室 寝台 9名×2室 寝台 10名×18室 和室 12名×2室 | 352名 | セパレート型2段ベッド 荷物棚 和室は通常は販売されない。 |
| ドライバールーム                                         | 4階    | 8名×5室                                                 | 40名  | サロン・荷物棚・テレビ |

### 設備
パブリックスペース
- 案内所
- エントランス（4階）
- プロムナード（5階）
- フォワードサロン「Milkyway」（5階）
- オープンデッキ（5階）
- コンファレンスルーム（6階 映画上映を実施）
- チルドレンルーム（4階）
- マッサージルーム（4階）
- スモーキングルーム「Astronaut」（4階）
- スモーキングスペース（4階）

供食・物販設備
- レストラン「Jupiter」（5階）
- グリル「Cosmos」（5階）
- カフェ「Galaxy」（5階）
- 売店（4階）
- 自動販売機（4階）

入浴・利便設備
- 展望大浴場（5階）
- バリアフリー浴室（5階）
- ドライバー浴室（4階）
- ドライバーサロン（4階）
- コインランドリー（4階）
- コインロッカー（4階）
- 公衆電話 - ワイドスター衛星電話（4階）

娯楽設備
- ビデオルーム（4階）
- ゲームコーナー（4階）

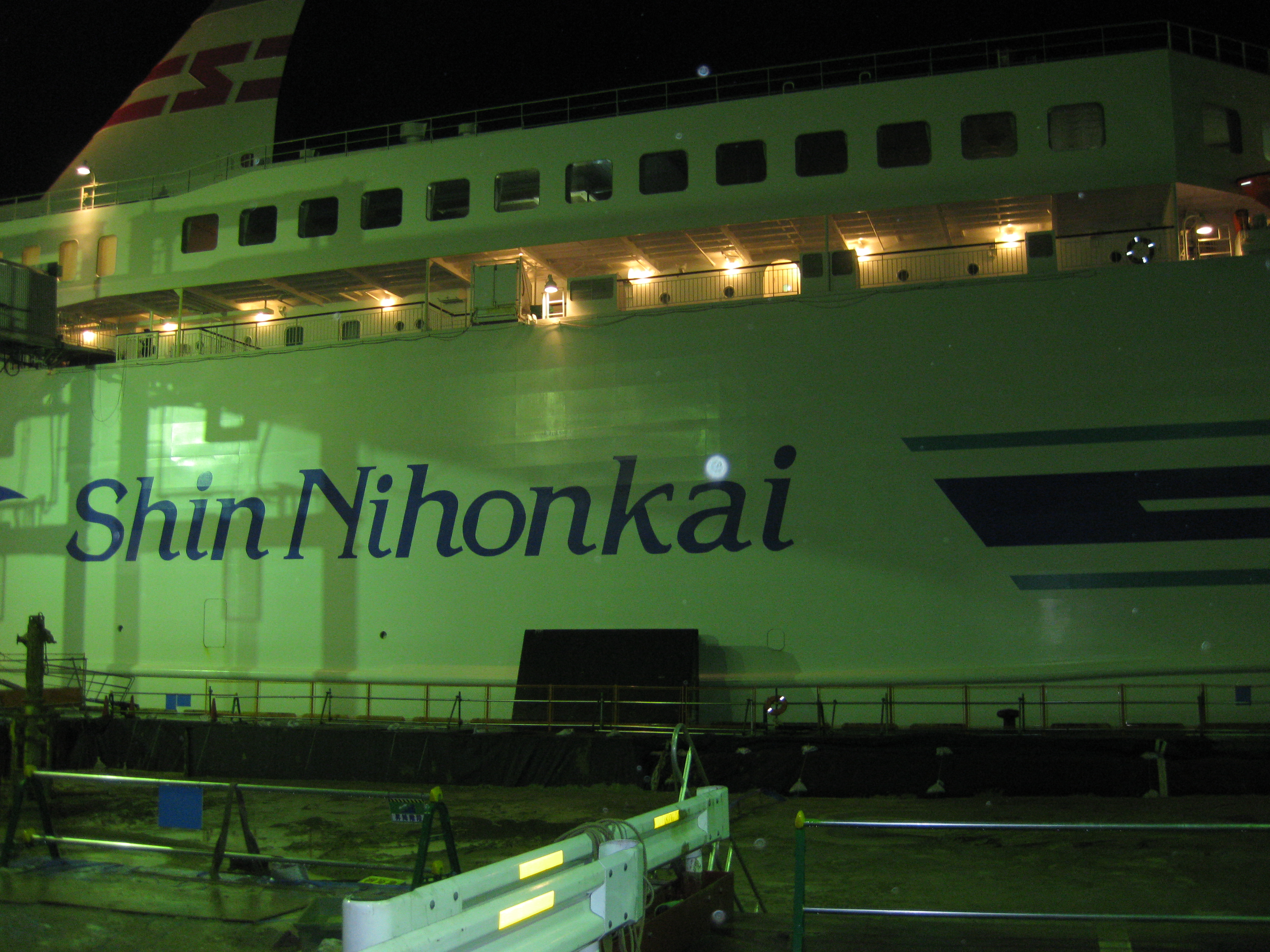
左舷中央部
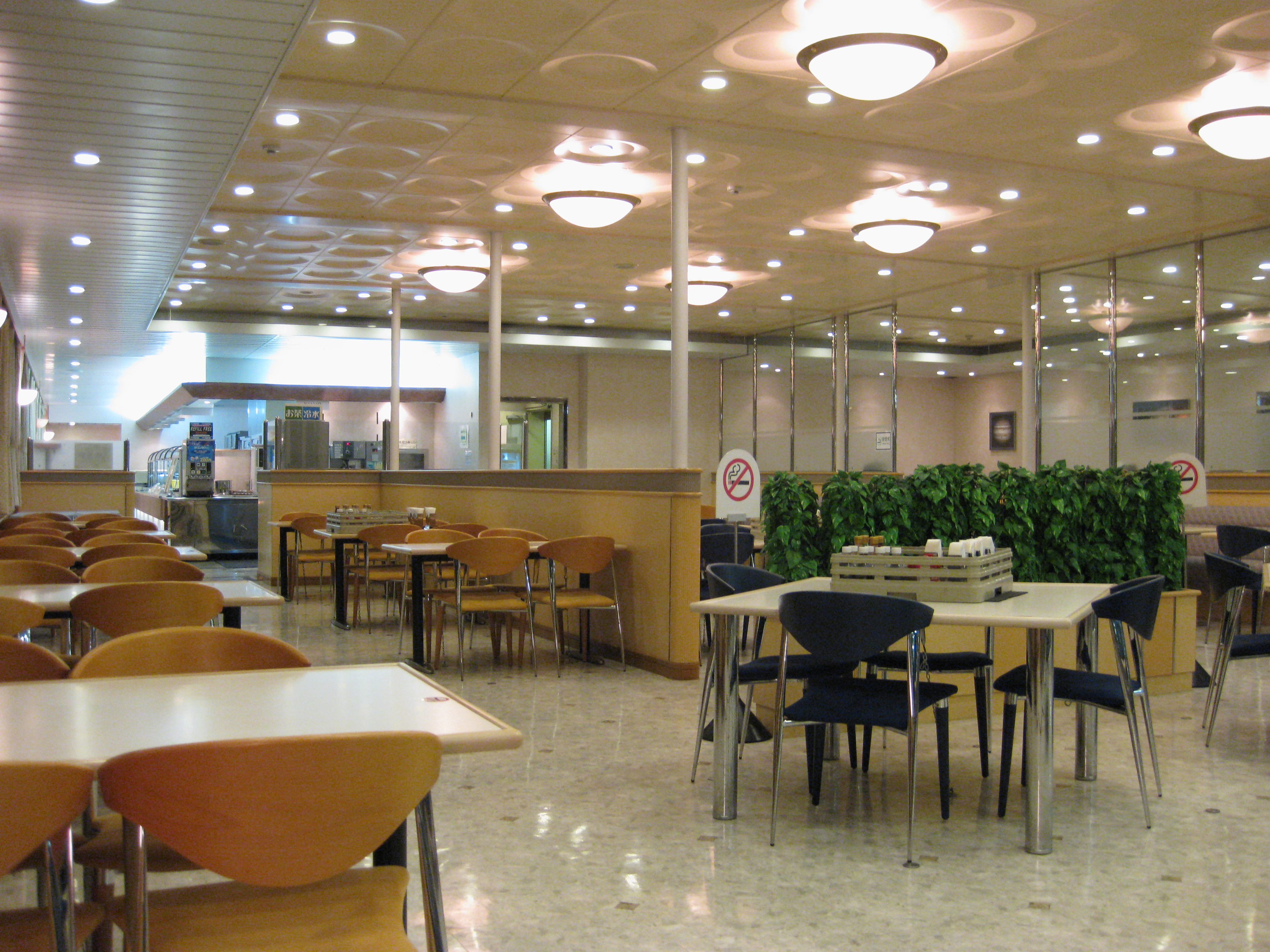
レストラン
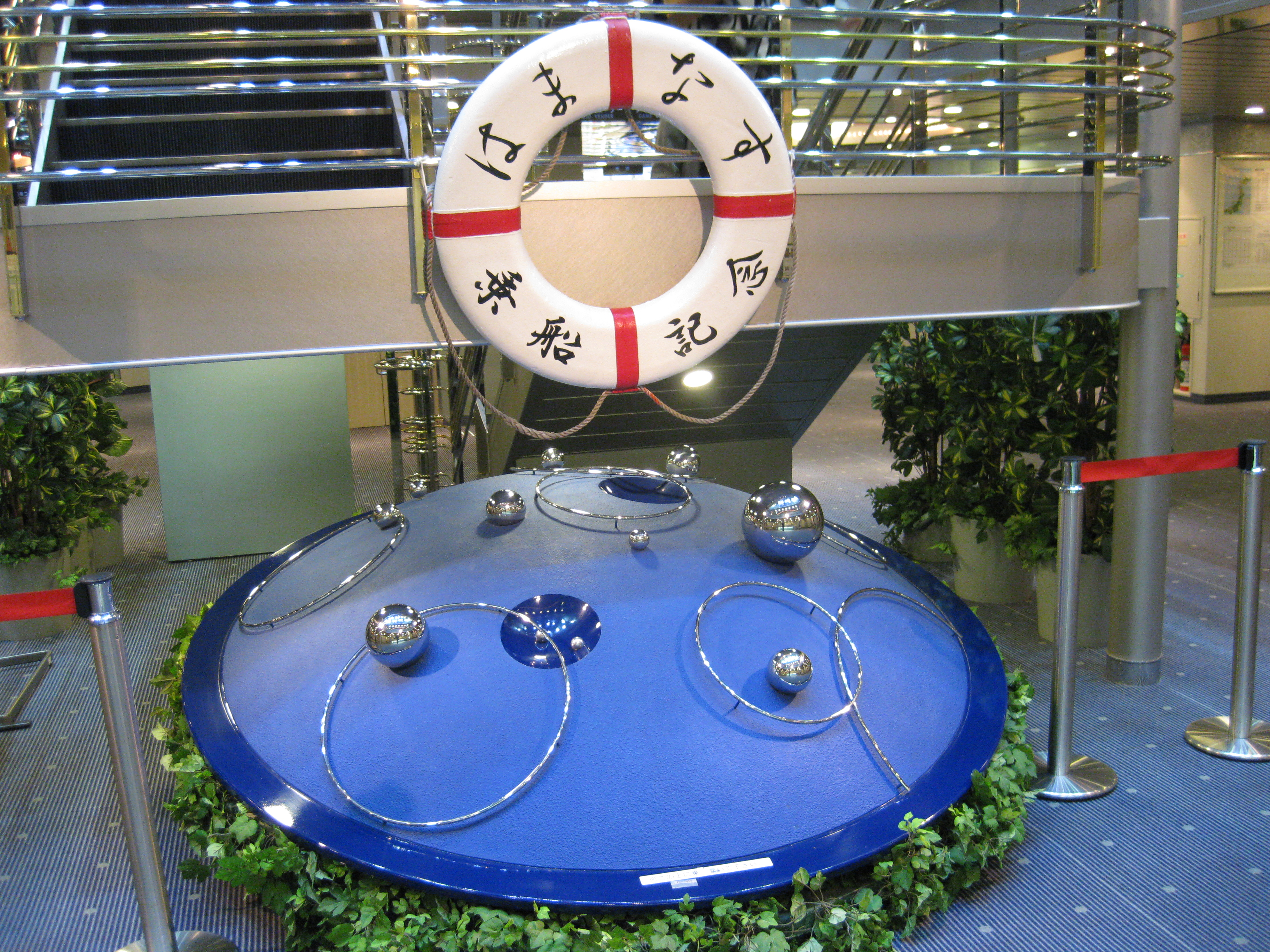
船内モニュメント
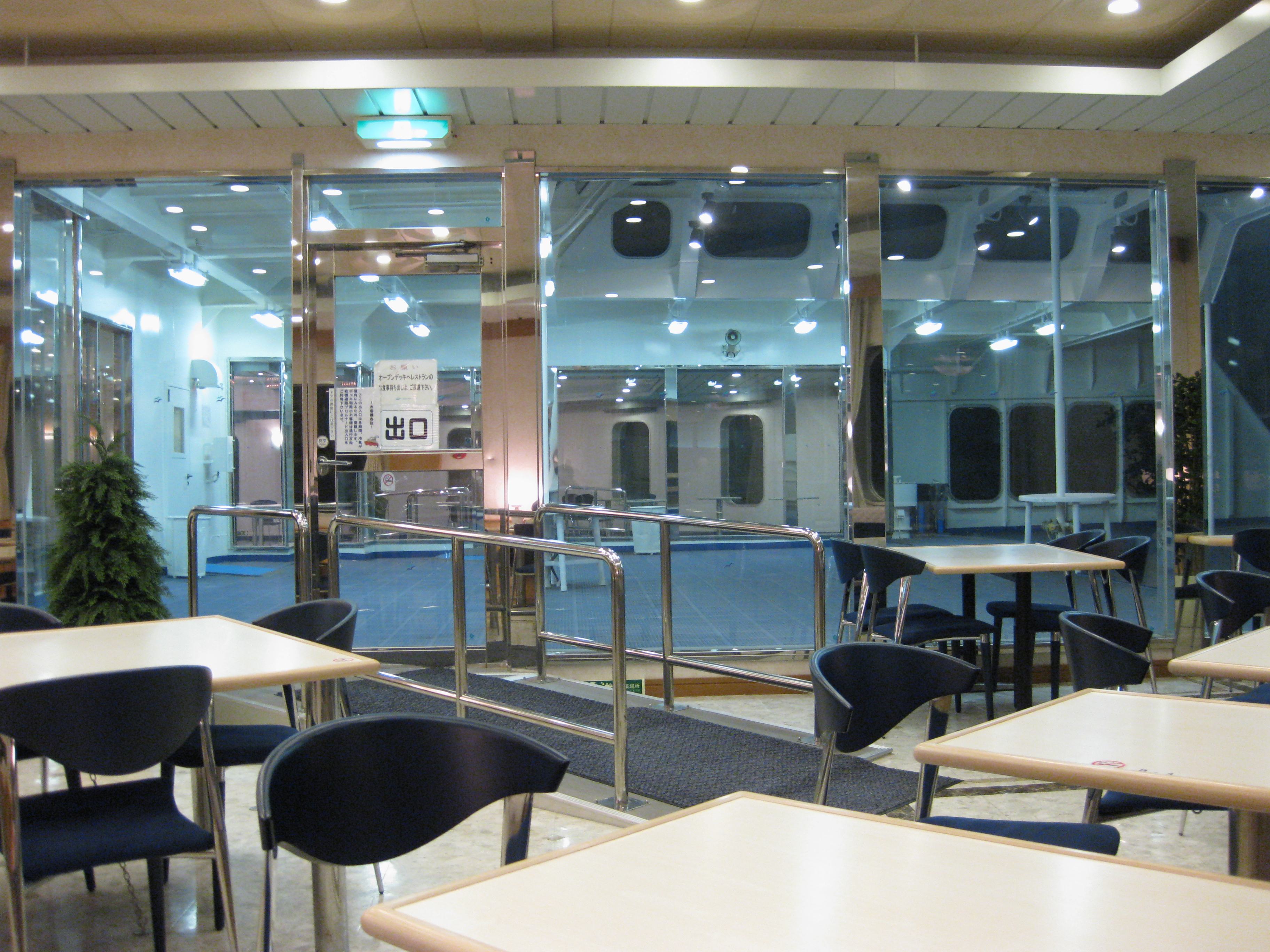
オープンデッキ
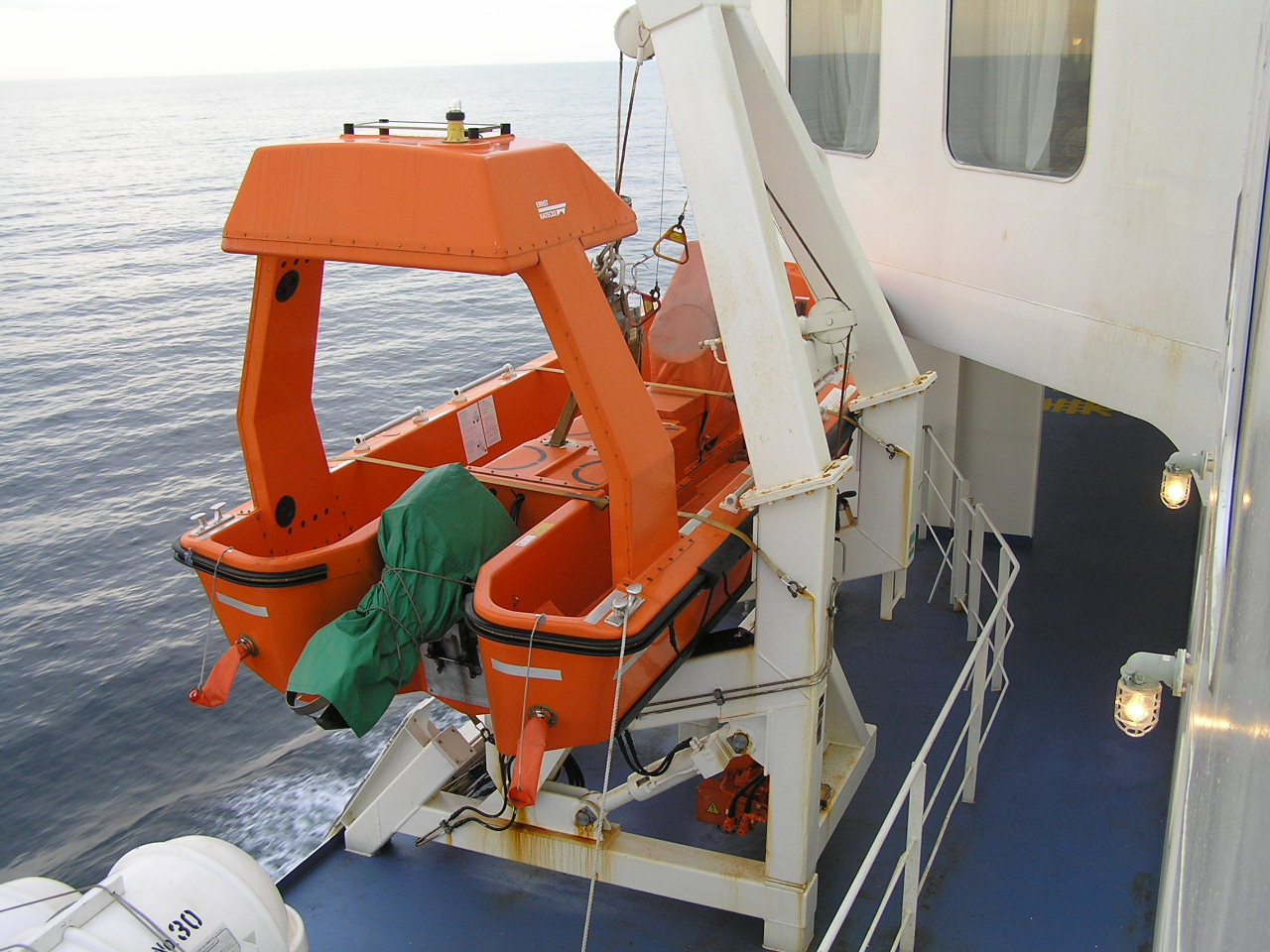
救命艇

## 事故・インシデント
2004年5月9日、海上試運転を終えて乾ドックに入渠作業中に発電機関室から出火し、一部を焼損した。なお、復旧作業により当初の予定通り引き渡された。
2016年の定期検査は、2月24日から3月20日までの予定で三菱重工業横浜製作所本牧工場に入渠したが、3月20日の試運転で整備に時間を要する問題が発生したため、ドック期間が延長された。当初は3月21日の小樽発の便から運航を再開する予定だったが、4月11日の小樽発の便からとなっている。あかしあも1往復を欠航として整備を行った。